# La Folle (album)
Albums de Mama Béa
Je cherche un pays...
(1971) Faudrait rallumer la lumière dans ce foutu compartiment
(1977)
La Folle est le deuxième album de Mama Béa, paru en 1976. Il s'agit d'un double album.

## Historique
6 des 9 morceaux de cet album seront remixés en 1979, et constitueront l'album Visages.

## Titres
Textes et musiques de Béatrice Tekielski.
| 1. | Le Préau  | 6:34 |
| 2. | Le Vent   | 6:30 |
| 3. | Le Secret | 5:32 |

| 4. | La Mort-Musik | 16:15 |

| 5. | Les Pissenlits | 4:08 |
| 6. | L'Enfant       | 7:40 |
| 7. | Les Clowns     | 3:30 |

| 8. | La Folle | 8:30 |
| 9. | Visages  | 4:30 |

## Musiciens
- Béatrice Tekielski : chant, guitare acoustique, guitare électrique (piste 5)
- Jean-Claude d'Agostini : guitare électrique
- Gilles Tinayre : piano, claviers
- Joël Dugrenot : basse
- Nigel Morris : batterie
- François Jeanneau : synthétiseur, flûte, saxophones